# Sandy Hook (Nova Jérsei)
Sandy Hook é um cordão litoral de aproximadamente 9,7 km (6 milhas) por 800m (0,5 milhas), em Middletown, Monmouth County, no leste do estado de Nova Jersey, nos Estados Unidos. Por mais de 3 séculos pilotos que guiam navios através da Sandy Hook são conhecidos como Sandy Hook pilots (pilotos de Sandy Hook).